# Ulflingen

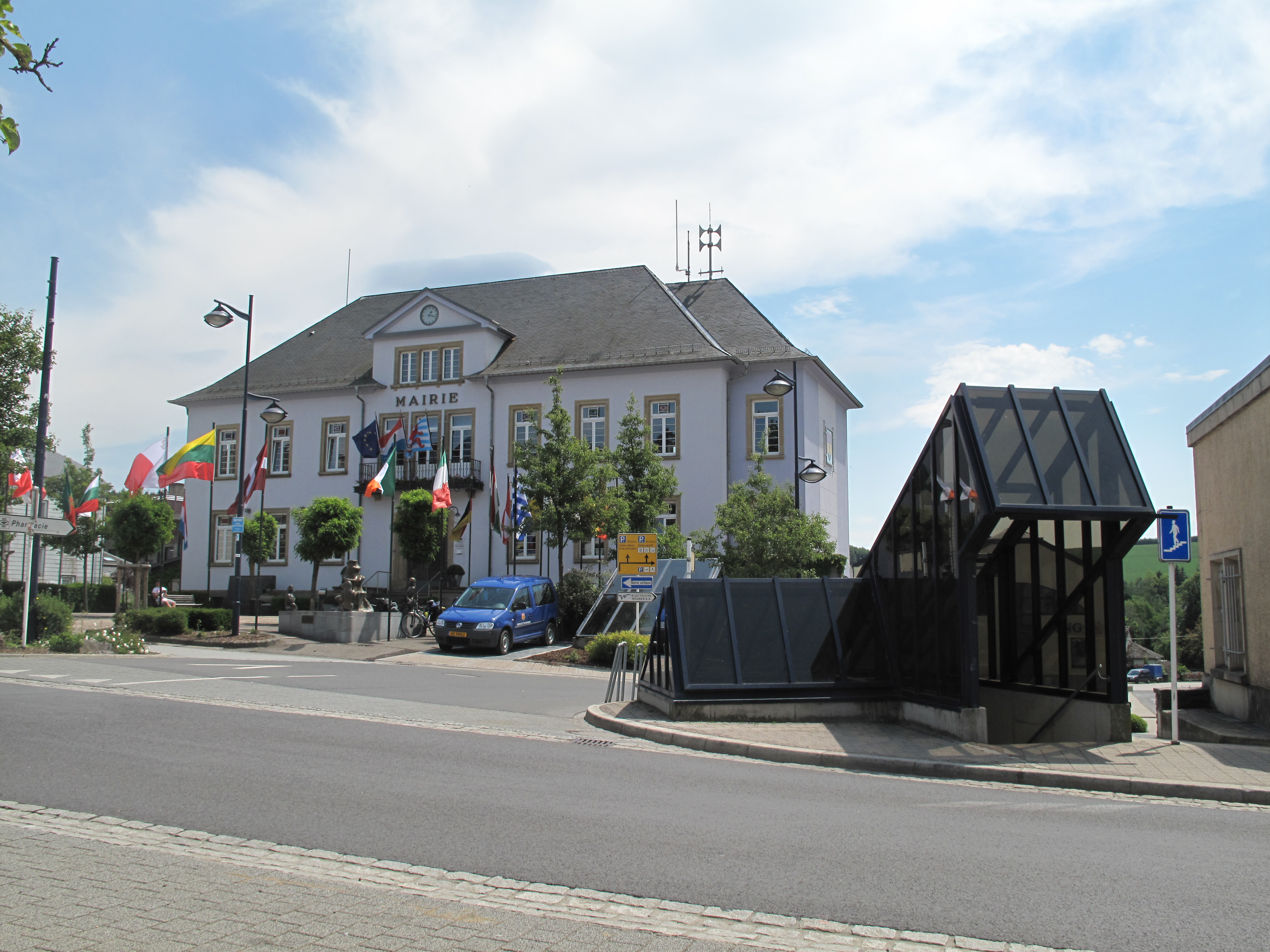
Rathaus von Ulflingen

Ulflingen (luxemburgisch Ëlwenⓘ; französisch Troisvierges) ist eine Gemeinde im Großherzogtum Luxemburg und gehört zum Kanton Clerf. Ulflingen ist die nördlichste Gemeinde des Großherzogtums und liegt in der Nähe des Dreiländerecks mit Belgien und Deutschland.
Etwa fünf Kilometer nördlich von Ulflingen entspringt die Woltz, die später (ab Clerf) den Namen Klerf annimmt. Sie fließt in südlicher Richtung durch die Ortschaft.
Die Gemeinde ist Luxemburgs Vertreter in der European Charter – Villages of Europe, eine Gruppe ländlicher Gemeinden aus allen 28 EU-Ländern.

## Zusammensetzung der Gemeinde
| deutscher Name   | luxemburgischer Name | französischer Name |
| Biwisch          | Biwesch / Biwisch    | Biwisch            |
| Drinklingen      | Drénkelt             | Drinklange         |
| Gödingen         | Géidgen              | Goedange           |
| Huldingen        | Huldang              | Huldange           |
| Niederbesslingen | Kierchen / Kirchen   | Basbellain         |
| Oberbesslingen   | Beesslek             | Hautbellain        |
| Ulflingen        | Ëlwen                | Troisvierges       |
| Wilwerdingen     | Wilwerdang           | Wilwerdange        |

## Herkunft des Namens
Der deutsche Name, wie auch der luxemburgische Ulflingen oder Ëlwen leiten sich von Ulf, beziehungsweise Elf oder Alb ab, was Elfen bedeutet. Seit jeher berichten Volkssagen von der Gründung der Ortschaft durch Elfen. Das Suffix ingen weist auf eine germanische Siedlung hin, was mit der Besiedlung der Region durch germanische Franken naheliegt.
Herkunft des französischen Namens Troisvierges (wörtlich „drei Jungfrauen“):
Bereits in der griechischen und der römischen Mythologie gab es die Moiren (auch Mören), Schicksalsgöttinnen, die den Menschen den Anteil am Leben zuteilen. Gewöhnlich nannte man Klotho, Lachesis und Atropos. Wahrscheinlicher allerdings ist, dass sich in Ulflingen, wie auch im umliegenden Asselborn, der Dreigöttinnenkult der keltischen Treverer bis heute gehalten hat. Die keltischen Treverer verehrten ihre Matres Treverae oder Matronae Treverae.
Nicht weit vom Norden Luxemburgs, im Raum Aachen, finden wir Spuren des Matronenkultes, vor allem bei den germanischen Ubiern. Der Dreigöttinnenkult ist nach aktueller wissenschaftlicher Ansicht ein kelto-germanischer Kult, der besonders in der Gallorömischen Epoche Hochkonjunktur genoss.
Um die Christianisierung voranzutreiben, konvertierte Papst Gregor I. den Heidenkult in die Verehrung der drei legendarischen Jungfrauen „FIDES, SPES et CARITAS“ (Glaube, Hoffnung und Liebe). Troisvierges war als Pilgerstätte der drei Heiligen bis nach Wallonien bekannt, daher der französische Name (Nous allons aux Trois-Vierges).

## Geschichte

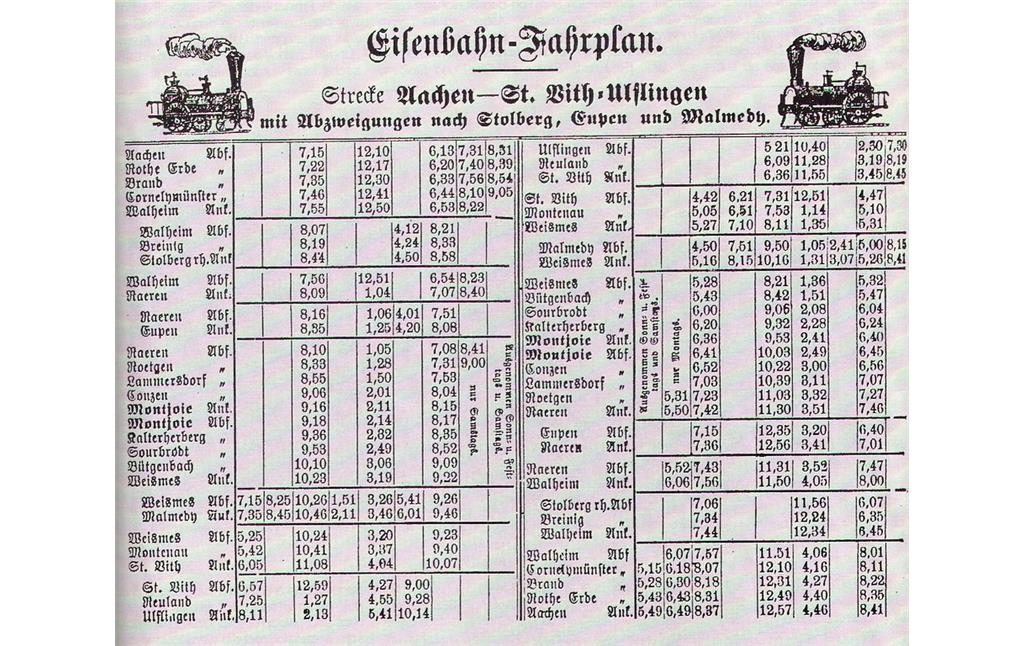
Historischer Fahrplan der Vennbahn

Troisvierges wird zum ersten Mal 1353 unter dem Namen Ulvelingen erwähnt. Bis heute besteht dieser Name im Deutschen weiter (Ulflingen).
Im 17. Jahrhundert war Ulflingen eine bekannte Pilgerstätte, und 1641 entstand dort ein Franziskaner-Kloster. In dieser Zeit entstand auch der französische Name der Ortschaft Troisvierges (siehe Herkunft des Namens).
Troisvierges erlebte im 19. Jahrhundert einen bedeutenden wirtschaftlichen und demographischen Aufschwung. Dieser war mit dem Bau der Bahnstrecke Luxemburg–Spa sowie mit der in hier abzweigenden Strecke in Richtung Aachen (Vennbahn) verbunden. Letztere wurde stillgelegt, seit 1954 demontiert und zum Vennbahnradweg umgebaut. Am 1. August 1914 wurde dieser kleine Verkehrsknotenpunkt im damals neutralen Großherzogtum von einer Kompanie des 69. Infanterieregiments unter dem Kommando eines Leutnant Feldmann befehlsgemäß und planmäßig besetzt.  Mit dieser ersten deutschen militärischen Grenzverletzung vor der Kriegserklärung an Frankreich begann der Erste Weltkrieg im Westen. 

## Sehenswürdigkeiten
Nördlich des Gemeindehauptorts Troisvierges/Ulflingen befindet sich das Naturschutzgebiet Cornelys Millen, ein Feuchtgebiet, das innerhalb der Luxemburger Ardennen eines der wenigen Rückzugsgebiete für bedrohte Tierarten ist. Man kann dort unter anderem den Schwarzstorch beobachten.
2008 wurde der Sentier des Passeurs eingeweiht: ein Fluchthelferweg, der während der deutschen Besatzung ab 1943 benutzt wurde, um luxemburgische, zwangsverpflichtete Kriegsdienstverweigerer nach Belgien zu schleusen.
Fahrradwege in der Gemeinde:
- Vëlo’s-t’Our Jardins à suivre, 30 km
- Vëlo’s-t’Our Panorama, 25 km
- Weiswampach-Ulflingen, 25 km
- Vennbahn, Ulflingen – St. Vith – Aachen, 130 km

In der Gemeinde befinden sich die zwei höchsten Erhebungen des Luxemburger Landes: Kneiff (560 m) und Burgplatz (559 m).
Außerdem bestehen in der Ortschaft:
- ein Hallen- und ein Freibad
- zwei Fußballplätze
- mehrere Tennisplätze, eine Tennis- und Squashhalle
- eine Mehrzweck-Sporthalle
- ein Campingplatz[5]
- ein Jugendtreff[6]

## Persönlichkeiten
- Nicolas Adames (1813–1887), Bischof von Luxemburg
- Pierre Prüm (1886–1950), Luxemburger Politiker